# تپه زگی حاتمی
تپهٔ زگی حاتمی در شهرستان گیلانغرب، بخش گواور، دهستان گواور، شمال شرقی روستای درگه واقع شده و این اثر در تاریخ ۲۷ اسفند ۱۳۸۶ با شمارهٔ ثبت ۲۲۳۳۹ به‌عنوان یکی از آثار ملی ایران به ثبت رسیده است.